# Сурмилина, Анна Павловна
А́нна Па́вловна Сурми́лина (род. 9 августа 1998 года, Москва) — российская сноубордистка, выступающая в параллельных дисциплинах. Многократный призёр Сурдлимпийских игр, заслуженный мастер спорта. Призёр чемпионата России по сноуборду (спорт глухих).

## Награды и спортивные звания
- Благодарность Президента Российской Федерации (8 апреля 2015 года) — за выдающийся вклад в повышение авторитета Российской Федерации и российского спорта на международном уровне и высокие спортивные достижения на XVIII Сурдлимпийских зимних играх 2015 года[2].
- Заслуженный мастер спорта России (2015).